# インスパイラル
インスパイラル（Inspiral、2019年3月14日 - ）は、イギリスの競走馬。
主な勝ち鞍は2021年のフィリーズマイル、2022年のコロネーションステークス、2022年・2023年のジャックルマロワ賞連覇、2023年のサンチャリオットステークス、ブリーダーズカップフィリー&メアターフ。
2022年のカルティエ賞最優秀3歳牝馬。

## 戦績

### 2歳時（2021年）
2021年6月26日ニューマーケット競馬場の未勝利戦（芝7ハロン）でデビューして初勝利を挙げる。続く7月22日サンダウン競馬場のスターステークス（L）も制して2連勝とする。
9月9日ドンカスター競馬場のメイヒルステークス（G2）では早めに先頭に躍り出ると後続に3馬身3/4差をつけ重賞初制覇となった。
10月8日のフィリーズマイルでは道中後方追走から徐々に脚を伸ばすと、最後は最内で粘ったプロスパラスボヤージに2馬身半差をつけ快勝。G1初制覇を飾った。

### 3歳時（2022年）
本命視されていた1000ギニーステークスにぶっつけで挑む予定だったが、体調が整わずに回避。アイリッシュ1000ギニーを叩く案もあったが、これも回避した。
3歳初戦は6月17日のコロネーションステークスは後方3番手に控えると直線で馬群に突っ込み、前が狭くなる場面もあったが、鞍上ランフランコ・デットーリの巧みな手綱さばきで進路を確保。残り1ハロンからは他馬とは一線を画す伸び脚を見せて、2着に4馬身3/4差をつけてG1連勝を果たした。
続いてファルマスステークスで圧倒的な1番人気に支持される。5頭立て3番手を追走し、終盤でハナを切っていたプロスパラスヴォイッジを交わして先頭に立ったが、プロスパラスヴォイッジに差し返されて1馬身3/4差の2着と初黒星を喫することとなった。
その後、フランスに渡ってジャック・ル・マロワ賞に出走。馬場の中央集団で中断を維持しながら、残り400mでエレヴァンと共に抜け出す形となり、ライトインファントリーが追いかけるも最後はクビ差でライトインファントリーを抑え込んで牡馬相手にG1制覇を成し遂げた。10月15日に行われたクイーンエリザベス2世ステークスでは1番人気に推されるも、スタートで出遅れて道中最後方を進んだが直線で伸びを欠き6着に敗れた。

### 4歳時（2023年）
シーズン初戦となったクイーンアンステークスでは中団追走から残り100m付近で逃げるトリプルタイムを一旦は捕えて先頭に立つもゴール前で差し返され2着に敗れる。続くサセックスステークスでは最下位5着に敗れるも、中10日で挑んだジャックルマロワ賞では最後方追走から一気に進出し残り400mで先頭に立つと最後はビッグロックの追撃を1馬身1/4差振り切り同競走連覇を成し遂げた。10月7日のサンチャリオットステークスでは後方追走から徐々にポジションを上げ、残り3ハロンで先頭に立つと後続に3馬身3/4差をつけ圧勝した。この後、アメリカに遠征して11月4日のブリーダーズカップ・フィリー&メアターフに出走。道中後方で脚を溜め、直線で外から鋭く脚を伸ばすと最後はウォームハートをクビ差で差し切りG1競走6勝目を挙げた。

### 5歳時（2024年）
シーズン初戦となった5月18日のロッキンジステークスでは後方2番手から懸命に差を詰めたが4着に敗れると、続くプリンスオブウェールズステークスでも6着と精彩を欠いた。3連覇をかけて挑んだジャックルマロワ賞では大きく出遅れて最後方を進み、残り400m付近で馬場の中央から追い込んできたが3着に敗れて同競走3連覇はならなかった。引退レースとなったサンチャリオットステークスではまたしても出遅れて最後方追走から懸命に追い上げるもタムファナの2着に敗れた。

## 血統表
| インスパイラルの血統   | インスパイラルの血統                     | インスパイラルの血統                     | （血統表の出典）                         | （血統表の出典） |
| 父系                   | サドラーズウェルズ系                     | サドラーズウェルズ系                     | サドラーズウェルズ系                     |                  |
| 父 Frankel 2008 鹿毛   | 父の父Galileo 1998 鹿毛                  | Sadler's Wells                           | Northern Dancer                          | Northern Dancer  |
| 父 Frankel 2008 鹿毛   | 父の父Galileo 1998 鹿毛                  | Sadler's Wells                           | Fairy Bridge                             |                  |
| 父 Frankel 2008 鹿毛   | 父の父Galileo 1998 鹿毛                  | Urban Sea                                | Miswaki                                  | Miswaki          |
| 父 Frankel 2008 鹿毛   | 父の父Galileo 1998 鹿毛                  | Urban Sea                                | Allegretta                               |                  |
| 父 Frankel 2008 鹿毛   | 父の母Kind 2001 鹿毛                     | *デインヒル                              | Danzig                                   | Danzig           |
| 父 Frankel 2008 鹿毛   | 父の母Kind 2001 鹿毛                     | *デインヒル                              | Razyana                                  |                  |
| 父 Frankel 2008 鹿毛   | 父の母Kind 2001 鹿毛                     | Rainbow Lake                             | Rainbow Quest                            | Rainbow Quest    |
| 父 Frankel 2008 鹿毛   | 父の母Kind 2001 鹿毛                     | Rainbow Lake                             | Rockfest                                 |                  |
| 母 Starscope 2009 栗毛 | 母の父Selkirk 1988 栗毛                  | Sharpen Up                               | *エタン                                  | *エタン          |
| 母 Starscope 2009 栗毛 | 母の父Selkirk 1988 栗毛                  | Sharpen Up                               | Rocchetta                                |                  |
| 母 Starscope 2009 栗毛 | 母の父Selkirk 1988 栗毛                  | Annie Edge                               | Nebbiolo                                 | Nebbiolo         |
| 母 Starscope 2009 栗毛 | 母の父Selkirk 1988 栗毛                  | Annie Edge                               | Friendly Court                           |                  |
| 母 Starscope 2009 栗毛 | 母の母Moon Goddess 1998 栗毛             | Rainbow Quest                            | Blushing Groom                           | Blushing Groom   |
| 母 Starscope 2009 栗毛 | 母の母Moon Goddess 1998 栗毛             | Rainbow Quest                            | I Will Follow                            |                  |
| 母 Starscope 2009 栗毛 | 母の母Moon Goddess 1998 栗毛             | Mystic Goddess                           | Storm Bird                               | Storm Bird       |
| 母 Starscope 2009 栗毛 | 母の母Moon Goddess 1998 栗毛             | Mystic Goddess                           | Rose Goddess                             |                  |
| 母系(F-No.)            | (FN:3-o)                                 | (FN:3-o)                                 | (FN:3-o)                                 | [ § 2 ]          |
| 5代内の近親交配        | Rainbow Quest 4×3、Northern Dancer 4･5×5 | Rainbow Quest 4×3、Northern Dancer 4･5×5 | Rainbow Quest 4×3、Northern Dancer 4･5×5 | [ § 3 ]          |
| 出典                   | 1. 2. 3.                                 | 1. 2. 3.                                 | 1. 2. 3.                                 | 1. 2. 3.         |